# U 968
U 968 war ein deutsches U-Boot vom Typ VII C, ein sogenanntes „Atlantikboot“, das durch die deutsche Kriegsmarine während des U-Boot-Krieges im Zweiten Weltkrieg im Nordatlantik, im Eismeer und im Nordmeer eingesetzt wurde.

## Technische Daten
Ein VII C-Boot hatte eine Länge von 67 m und eine Verdrängung von 865 m³ unter Wasser. Zwei Dieselmotoren, beschleunigten das Boot bei Überwasserfahrt auf eine Geschwindigkeit von 17 kn, was 31,5 km/h entspricht. Bei der Unterwasserfahrt trieben zwei Elektromotoren das Boot zu einer Geschwindigkeit von 7,6 kn an, was 14 km/h entspricht. Die Bewaffnung bestand aus einer 8 cm Kanone und einer 2,0 cm Flak an Deck, vier Bugtorpedorohren sowie einem Hecktorpedorohr. Wenn das Boot keine Minen an Bord hatte, führte es üblicherweise 14 Torpedos mit sich.

## Einsatz und Geschichte
Vom 24. März 1943 bis zum 29. Februar 1944 war U 968 ein Ausbildungsboot und der 5. U-Flottille unterstellt. Am 1. März 1944 kam das Boot als Frontboot zur 13. U-Flottille, wo es bis Kriegsende verblieb.  Auf insgesamt sieben Unternehmungen war das Boot an Angriffen auf Nordmeergeleitzüge beteiligt und absolvierte Minenunternehmungen. 
Hierbei gelangen dem U-Boot folgende Erfolge:
- 14. Februar 1945: Beschädigung des zum Konvoi BK 3 gehörenden norwegischen Tankers Norfjell (8.129 BRT) durch einen Torpedotreffer[1]. Es gab zwei Todesopfer. Das Schiff wurde später repariert und blieb bis 1960 in Fahrt.
- 14. Februar 1945: Torpedierung des zum Konvoi BK 3 gehörenden US-Frachtdampfers Horace Gray (7.200 BRT). Die gesamte Besatzung von 69 Personen überlebte. Der Frachter wurde später an der Küste der Kola-Halbinsel auf Grund gesetzt und am 16. Februar 1945 zum Totalverlust erklärt.
- 17. Februar 1945: Torpedierung und Beschädigung der zum Geleitzug RA 64 gehörenden britischen Sloop Lark (1.350 ts)[2], das Schiff wurde später als irreparabel eingestuft und außer Dienst gestellt. Es gab drei Todesopfer.
- 17. Februar 1945: Torpedierung und Versenkung des US-Liberty-Frachters Thomas Scott (7.176 BRT), ebenfalls aus dem Geleitzug RA 64. Die gesamte Besatzung (109 Personen) überlebte. Der Frachter wurde kurzzeitig noch von sowjetischen Schiffen in Schlepp genommen, sank jedoch kurze Zeit später[3].
- 20. März 1945: Torpedierung und Versenkung des zum Geleitzug JW 65 gehörenden US-Liberty-Frachters Thomas Donaldson (7.210 BRT) auf Position 69° 26′ N, 33° 44′ O[4]. Es gab vier Todesopfer und 69 Überlebende.
- 20. März 1945: Torpedierung und Versenkung der zum Geleitzug JW 65 gehörenden britischen Sloop Lapwing (1.350 ts). Das Schiff brach auseinander. Es gab 158 Todesopfer und 61 Überlebende[5].

Am 27. Februar 1945 kam es zu einer Explosion auf U 968.

### Ende des Bootes
Am 16. Mai 1945 lief das Boot vom Stützpunkt Narvik aus und wurde nach Großbritannien überführt. Es wurde zunächst nach Loch Eriboll, dann nach Londonderry verbracht, wo es einige Monate verblieb. Im September wurde U 968 an die südschottische Westküste überführt. Dort wurde das Boot im November vom Marineschlepper HMS Prosperous in Schlepp genommen, wobei es kenterte und sank.